# Satori
Satori je japanski naziv za prosvjetljenje. Izraz se koristi u zen budizmu, i predstavlja krajnji cilj zena. Zen bez satorija nije pravi zen, to je još uvijek traženje. Bez satorija zen ne bi postojao - to je, po zenu, ultimativni cilj kojem treba težiti (i kojem teži, svjesno ili ne) svako ljudsko biće. Satori na japanskom znači razumijevanje.

## Ja
Zenovski pristup stvarnosti ponekad je antiznanstven, po tome što zen ide suprotno smjeru znanosti. To ne znači da zen ustaje protiv znanosti, već da je za razumijevanje zena potrebno zauzeti neznanstveni stav, koji su znanstvenici zanemarivali i ignorirali. Znanost je u pravilu ekstrovertirana a znanstvenici 'objektivno' promatraju stvar odabranu za proučavanje. Takav stav znači da će proučavana stvar biti izvan njih i da se oni neće ni pokušati identificirati s predmetom svojih proučavanja. Čak i kad gledaju u sebe, radi samoispitivanja, paze da prema van projiciraju ono što je unutra, otuđujući se tako od sebe samih, kao da im ne pripada ono što je u njima. Smrtno se plaše subjektivnosti. Ali, dok stojimo vani mi smo samo vanjski promatrači, te baš zbog toga ne možemo spoznati samu stvar. Mi samo znamo nešto o njoj - što znači da, ako proučavamo sebe, pronaći ćemo mnogo o nama, ali se nećemo spoznati - što opet znači da nikad nećemo saznati što je u biti naše pravo ja. Zato znanstvenici ne mogu očekivati da dosegnu svoje ja, ma koliko to željeli. Oni, bez sumnje, mogu puno pričati o njemu, no to je sve. Zen nam stoga savjetuje da promijenimo smjer kojim ide znanost, ako uistinu želimo upoznati svoje ja. Kaže se da čovječanstvo treba proučavati čovjeka, pri čemu čovjeka treba shvatiti kao ja. Ja sebe spoznaje iznutra, a nikada izvana. (D.T.Suzuki, "Zen budizam i psihoanaliza")
Ono je kao sjev munje ili kao iskra što kresne kad kremen udari o čelik. Čovjek trepne i sve mu promakne. Ako učenici zure u prazno, sve je izgubljeno. Čim pokušate umom da ga dokučite, ono vam klisne; čim se javi misao ono vam okreće leđa. Onaj koji zna, shvatit će da je ono tu, pred njim.
O, poštovana gospodo, tegleći torbu za čanak i tijelo ispunjeno izmetom, trčite od vrata do vrata, očekujući da ćete negdje naći Budhu i Dharmu. Ali znate li tko je Onaj kojeg tražite? To je onaj najpokretljiviji, što nema ni korijena, ni stabla. Možete pokušati da ga uhvatite, ali on se ne da uloviti; možete pokušati da ga se otarasite, ali on se ne da otjerati. Što ga češće gonite, sve je dalje od vas. Kad ga prestanete tražiti, gle, eto ga pred vama. (Rinzai)